# كاتري كولموني

كاتري كولموني (مواليد 4 سبتمبر 1987) هي سياسية فنلندية وهي الرئيسة السابقة لحزب الوسط الفنلندي.